# Boursault (Marne)
Pour les articles homonymes, voir Boursault.
Boursault [buʁso] est une commune française, située dans le département de la Marne en région Grand Est. Elle est située à la jonction entre le vignoble de la vallée de la Marne au nord et la Brie forestière au sud.
Commune rurale de l'aire d'attraction d'Épernay, Boursault est membre de la communauté de communes des Paysages de la Champagne, à qui elle a transféré un certain nombre de compétences (notamment en matière d'eau et de déchets).
Au dernier recensement de 2022, la commune comptait 407 habitants appelés Boursaultiers. Son économie est particulièrement tournée vers la viticulture.
Son patrimoine architectural comprend notamment son église Saint-Pierre-et-Saint-Paul et le château de Boursault. Son patrimoine naturel comprend deux zones naturelles d'intérêt écologique, faunistique et floristique.

## Géographie

### Localisation
Boursault se trouve au centre-ouest du département de la Marne, en région Grand Est.
La commune de Boursault s'étend sur une superficie de 1 645 hectares. Elle appartient à la région agricole du Vignoble. Boursault se trouve en effet à la jonction entre la Marne viticole au nord et la Brie forestière au sud.
Par la route, Boursault se situe à 43 km de Châlons-en-Champagne, préfecture de la Marne, à 36 km de Reims, plus grande ville du département, à 9 km d'Épernay, sa sous-préfecture, et à 17 km de Dormans, bureau centralisateur du canton de Dormans-Paysages de Champagne dont dépend Boursault depuis 2015. La commune fait en outre partie du bassin de vie d'Épernay.
Boursault est limitrophe de 7 communes :
| Reuil  | Venteuil              | Damery     |
| Œuilly | Boursault             | Vauciennes |
|        | Saint-Martin-d'Ablois | Épernay    |

### Géologie et relief
Sur son territoire, l'altitude varie de 67 à 247 mètres.
Au nord, le relief est marqué par la vallée de la Marne, rivière qui sépare Boursault des communes de Cœur-de-la-Vallée  et de Venteuil. Au sud de la route départementale 3, l'altitude commence à s'élever en direction de la Côte d'Île-de-France. Le village de Boursault et le hameau de Villesaint se trouvent sur ses coteaux, plantés de vignes. Au sud, le plateau est principalement occupé par la forêt de Boursault et ses étangs. C'est là que se trouve le point culminant de la commune.
À mi-pente de coteau, on trouve des gisements appartenant aux gites fossilifères lutétiens du secteur de Damery-Fleury-la-Rivière.

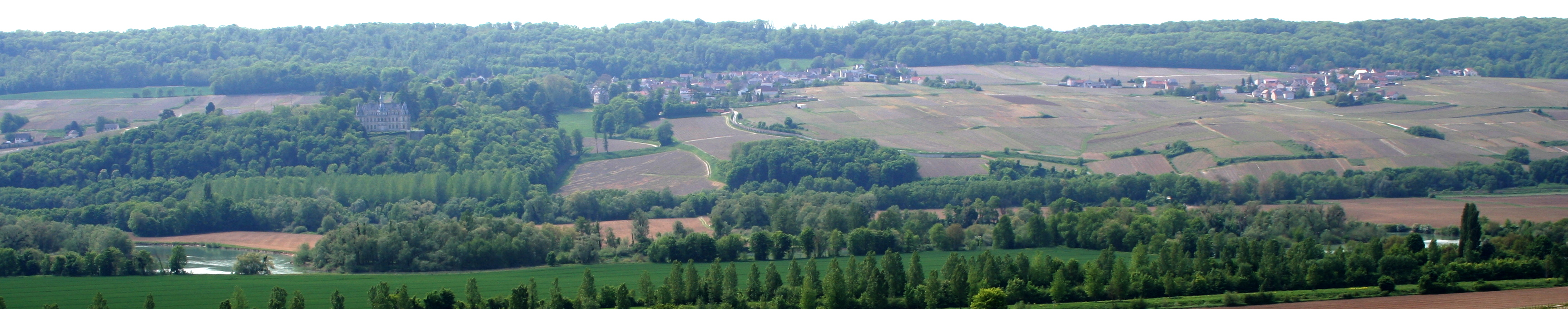
Vue de Boursault depuis Venteuil. En bas, la vallée de la Marne. Au centre, le village. À gauche, le hameau de Villemongeois et le château. À droite, le hameau Villesaint.

### Hydrographie
La commune est dans la région hydrographique « la Seine de sa source au confluent de l'Oise (exclu) » au sein du bassin Seine-Normandie. Elle est drainée par la Marne, le cours d'eau 01 de l'Étang d'Anglure, le ru de Vassy, le cours d'eau 01 de la commune de Boursault, le cours d'eau 01 de l'Étang d'Orléans, le cours d'eau 02 des Vieilles Eaux, le Fossé 01 de l'Étang de Givry, le Fossé 01 de l'Étang du Grand Loupy, le Fossé 01 du Chêne, le Fossé 01 du Point du Jour et le Fossé 02 de la commune de Boursault,.
La Marne prend sa source sur le plateau de Langres, dans la commune de Saints-Geosmes (Haute-Marne) et se jette dans la Seine entre Charenton-le-Pont et Alfortville (Val-de-Marne) dans le quartier de Conflans-l'Archevêque. Les caractéristiques hydrologiques de la Marne sont données par la station hydrologique située sur la commune de Boursault. Le débit moyen mensuel est de 85,9 m3/s. Le débit moyen journalier maximum est de 497 m3/s, atteint lors de la crue du 29 janvier 2018. Le débit instantané maximal est quant à lui de 500 m3/s, atteint le même jour.
Sept plans d'eau complètent le réseau hydrographique : l'étang d'Anglure (8,8 ha), l'étang de Givry (11,1 ha), l'étang de Jouy (0 ha), l'étang de Naubacon (10,3 ha), l'étang des Pâtis (11,5 ha), l'étang du Grand Loupy (13,8 ha) et l'étang du Petit Loupy (3,2 ha),.

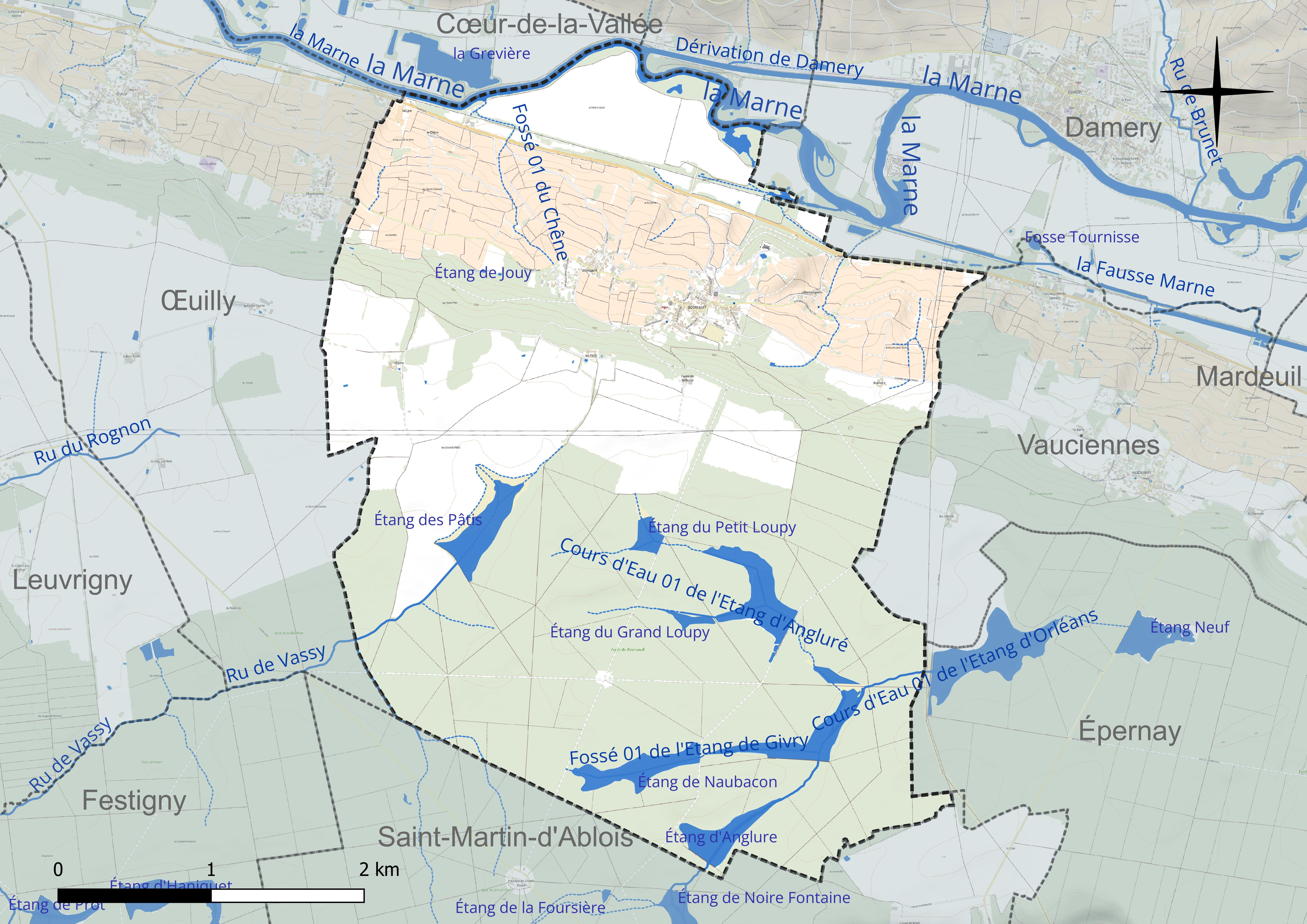
Réseau hydrographique de Boursault.

### Climat
Pour des articles plus généraux, voir Climat du Grand Est et Climat de la Marne.
En 2010, le climat de la commune est de type climat océanique dégradé des plaines du Centre et du Nord, selon une étude du Centre national de la recherche scientifique s'appuyant sur une série de données couvrant la période 1971-2000. En 2020, Météo-France publie une typologie des climats de la France métropolitaine dans laquelle la commune est exposée à un climat océanique altéré et est dans la région climatique  Nord-est du bassin Parisien, caractérisée par un ensoleillement médiocre, une pluviométrie moyenne régulièrement répartie au cours de l’année et un hiver froid (3 °C). 
Pour la période 1971-2000, la température annuelle moyenne est de 10,5 °C, avec une amplitude thermique annuelle de 15,3 °C. Le cumul annuel moyen de précipitations est de 772 mm, avec 12,4 jours de précipitations en janvier et 8,1 jours en juillet. Pour la période 1991-2020, la température moyenne annuelle observée sur la station météorologique de Météo-France la plus proche, « Chouilly », sur la commune de Chouilly à 13 km à vol d'oiseau, est de 11,4 °C et le cumul annuel moyen de précipitations est de 668,9 mm. 
La température maximale relevée sur cette station est de 40,3 °C, atteinte le 25 juillet 2019 ; la température minimale est de −12,3 °C, atteinte le 5 février 2012,,. 
Les paramètres climatiques de la commune ont été estimés pour le milieu du siècle (2041-2070) selon différents scénarios d'émission de gaz à effet de serre à partir des nouvelles projections climatiques de référence DRIAS-2020. Ils sont consultables sur un site dédié publié par Météo-France en novembre 2022.

### Milieux naturels et biodiversité
L'Inventaire national du patrimoine naturel (INPN) recense 537 espèces sur le territoire de la commune, dont 90 espèces protégées et 45 espèces menacées.
Boursault compte deux zones naturelles d'intérêt écologique, faunistique et floristique, qui font toutes les deux partie du réseau Natura 2000.
La ZNIEFF de type I des « étangs du massif forestier d'Épernay, Enghien et Vassy » s'étend sur 127 hectares et 7 communes. Elle regroupe des étangs oligotrophes peu profonds du plateau argilo-siliceux de la Brie champenoise. À Boursault, elle concerne les étangs de Naubacon, de Givry et du Petit Loupy dans la forêt de Boursault ainsi que l'étang des Pâtis en bordure de forêt. Ces étangs, souvent bordés de magnocariçaies et saulaies, ont une « végétation originale » pour la région. Cette végétation comprend de nombreuses espèces rares et protégées comme la mâcre nageante, le potamot à feuilles aiguës et l'utriculaire vulgaire dans les groupements aquatiques ou encore le flûteau nageant, le jonc des marécages et la pilulaire dans les vases et grèves exondées. En termes de faune, ces étang sont connus comme un lieu de nidification de plusieurs espèces rares dont le fuligule milouin, le phragmite des joncs ou la sarcelle d'été. Ils accueillent également des espèces menacées ou protégées d'amphibiens (pélodyte ponctué, rainette arboricole, salamandre tachetée et triton crêté), de mammifères (musaraigne aquatique, putois) ou encore de libellules (leucorrhine à gros thorax). 
Toute la forêt de Boursault au sud de la commune fait partie de la ZNIEFF de type II du « massif forestier et étangs associés entre Épernay, Vertus et Montmort-Lucy ». Celle-ci regroupe de nombreux massifs forestiers et étangs au sud et à l'ouest d'Épernay, sur le plateau de la Brie champenoise.

## Urbanisme

### Typologie
Au 1er janvier 2024, Boursault est catégorisée commune rurale à habitat dispersé, selon la nouvelle grille communale de densité à sept niveaux définie par l'Insee en 2022.
Elle est située hors unité urbaine. Par ailleurs la commune fait partie de l'aire d'attraction d'Épernay, dont elle est une commune de la couronne,. Cette aire, qui regroupe 44 communes, est catégorisée dans les aires de 50 000 à moins de 200 000 habitants,.

### Occupation des sols
L'occupation des sols de la commune, telle qu'elle ressort de la base de données européenne d’occupation biophysique des sols Corine Land Cover (CLC), est marquée par l'importance des forêts et milieux semi-naturels (52,2 % en 2018), une proportion identique à celle de 1990 (52,2 %). La répartition détaillée en 2018 est la suivante : forêts (52,2 %), terres arables (18 %), cultures permanentes (15,6 %), zones agricoles hétérogènes (5,9 %), prairies (4,2 %), eaux continentales (4 %).
L'évolution de l’occupation des sols de la commune et de ses infrastructures peut être observée sur les différentes représentations cartographiques du territoire : la carte de Cassini (XVIIIe siècle), la carte d'état-major (1820-1866) et les cartes ou photos aériennes de l'IGN pour la période actuelle (1950 à aujourd'hui).

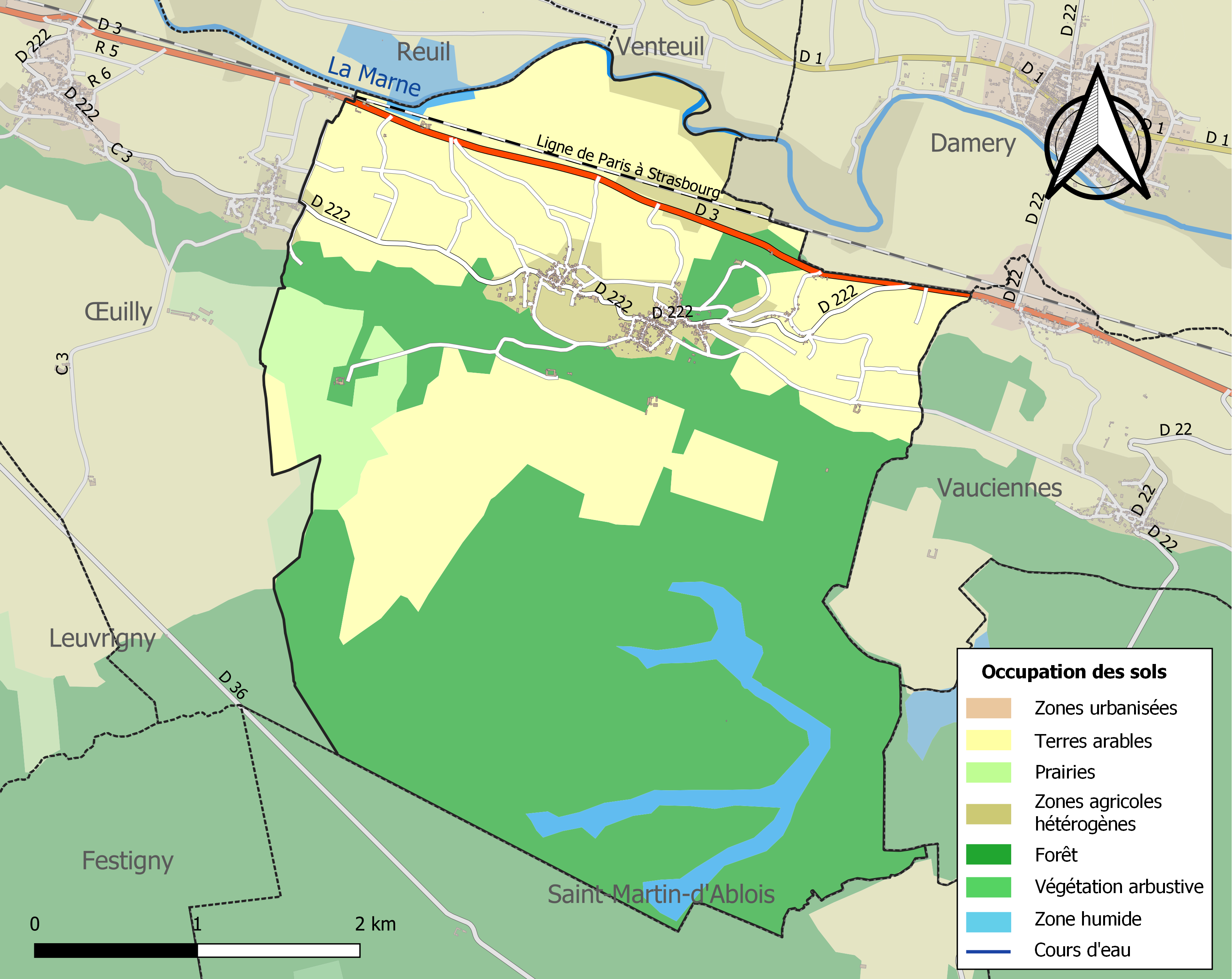
Carte des infrastructures et de l'occupation des sols de la commune en 2018 (CLC).

### Morphologie urbaine, hameaux et écarts
Le village de Boursault est organisé autour d'un centre historique, autour de l'église, puis s'est développé le long de la route départementale 222 qui traverse le village et ses deux hameaux principaux : le plus petit est Villemongeois à l'est et le plus important est Villesaint à l'ouest.
Dans le bâti ancien, en centre de village, on trouve généralement des maisons de deux ou trois étages, mitoyennes, alignées sur rue et construites en pierres meulière ou calcaire puis enduites. Dans le bâti récent, on trouve davantage de maisons individuelles des années 1960-1970 ou des pavillons du début du XXIe siècle.
La commune comprend également plusieurs écarts et fermes isolées dans la vallée — la Cave, le Chêne (ou le Chêne Fondu) et le Point du Jour — ou sur le plateau — l'Épine, les Pâtis, Bellevue et Boursois.

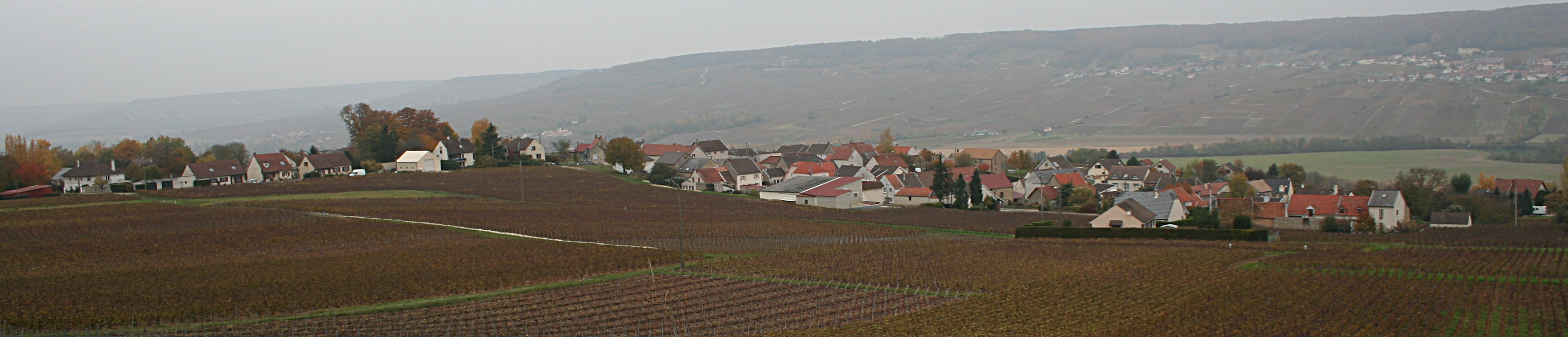
Villesaint, hameau de Boursault, vu de « La Lune ».

### Planification
Les règles d'urbanisme sur le territoire de Boursault sont déterminées par le schéma de cohérence territoriale d'Épernay et sa Région (SCoTER) approuvé le 5 décembre 2018 et par le plan local d'urbanisme (PLU) de la commune adopté le 8 janvier 2025.

### Habitat et logement
En 2021, Boursault compte 227 logements. Ces logements sont à 97 % des maisons. En raison de la prévalence des maisons, les résidences principales de Boursault disposent en moyenne de 5,4 pièces.
Le tableau ci-dessous présente une comparaison de quelques indicateurs chiffrés du logement pour Boursault, la communauté de communes des Paysages de la Champagne (CCPC), le département de la Marne et la France entière :
|                                                            | Boursault | CCPC   | Marne   | France     |
| ---------------------------------------------------------- | --------- | ------ | ------- | ---------- |
| Ensemble des logements                                     | 227       | 11 470 | 300 919 | 37 155 918 |
| Part des résidences principales (en %)                     | 85,3      | 80,9   | 87,5    | 82,2       |
| Part des résidences secondaires (en %)                     | 4,8       | 5,8    | 3,4     | 9,7        |
| Part des logements vacants (en %)                          | 9,9       | 13,4   | 9,1     | 8,1        |
| Part des propriétaires de leur résidence principale (en %) | 90,7      | 76,4   | 52,2    | 57,5       |

À Boursault, en 2021, 85,3 % des logements sont des résidences principales, 4,8 % des résidences secondaires et 9,9 % des logements vacants. Par ailleurs, 90,7 % des ménages sont propriétaires de leur résidence principale. Boursault se démarque alors par un nombre supérieur à la moyenne de ménages propriétaires de leur résidence principale.
Parmi les 192 résidences principales construites avant 2019, 29,2 % avaient été construites avant 1919, 11,2 % entre 1919 et 1945, 12,2 % entre 1946 et 1970, 33,1 % entre 1971 et 1990, 9,2 % entre 1991 et 2005 et 5,1 % entre 2006 et 2018.
Le tableau ci-dessous présente l'évolution du nombre de logements sur le territoire de la commune, par catégorie, depuis 1968 :
|                        | 1968 | 1975 | 1982 | 1990 | 1999 | 2010 | 2015 | 2021 |
| ---------------------- | ---- | ---- | ---- | ---- | ---- | ---- | ---- | ---- |
| Résidences principales | 159  | 158  | 170  | 178  | 193  | 189  | 196  | 193  |
| Résidences secondaires | 5    | 8    | 23   | 12   | 17   | 9    | 32   | 11   |
| Logements vacants      | 12   | 19   | 21   | 29   | 18   | 36   | 11   | 22   |
| Total                  | 176  | 185  | 214  | 219  | 228  | 234  | 239  | 227  |

### Voies de communication et transports
Le village de Boursault est traversé par route départementale 222 entre Œuilly (à l'ouest) et la route départementale 3 (ancienne route nationale 3) qui passe au nord du village dans la vallée de la Marne. Boursault est également reliée à Vauciennes à l'est par la route.
À l'exception des transports scolaires, aucun service de transports en commun ne dessert Boursault. La gare ferroviaire la plus proche est la gare d'Épernay.

### Risques naturels et technologiques
Le territoire de Boursault est vulnérable à différents risques naturels et technologiques. La commune est dans l'obligation d'élaborer et publier un document d'information communal sur les risques majeurs ainsi qu'un plan communal de sauvegarde.
La commune est concernée par les risques de mouvements de terrain, des glissements de terrain pouvant notamment se produire sur les coteaux. Ces glissements de terrains peuvent parfois se manifester de façon spectaculaire, comme le glissement de 2000 au sud-est de la commune qui a concerné une dizaine d'hectares. À ce titre, Boursault est comprise dans le périmètre du plan de prévention des risques (PPR) « glissement de terrain de la Côte d'Ile-de-France - secteur de la vallée de la Marne des tranches 1 et 2 » approuvé en 2014.
Boursault est également concernée par le risque d'inondation, y compris par remontée de nappe. La commune est incluse dans le périmètre du plan des surfaces submersibles du secteur d'Épernay de 1976 et dans le PPR « inondations par débordement de la Marne sur le secteur d'Épernay » de 2017. La commune a fait l'objet de plusieurs arrêtés reconnaissant l'état de catastrophe naturelle pour des inondations et/ou coulées de boue (en 1983, 1993, 1999 et 2005).
La commune est affectée par le phénomène de retrait-gonflement des argiles (risque moyen). Le risque sismique est très faible sur son territoire. De même, le potentiel radon de la commune est faible.
La commune ne compte pas d'installation industrielle présentant un risque particulier. Elle est toutefois concernée par le transport de matières dangereuses en raison de la présence sur le territoire communal de la ligne ferroviaire de Paris à Strasbourg.

## Toponymie

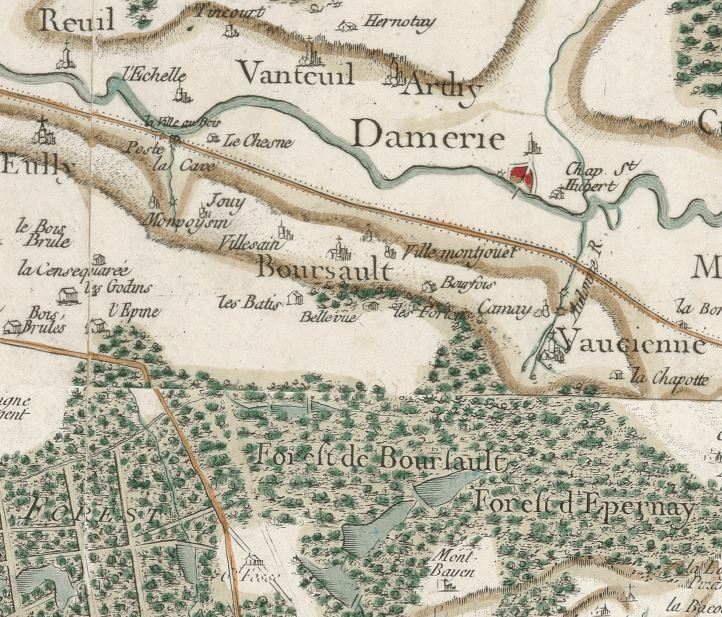
Boursault et ses environs sur la carte de Cassini.

Le nom de la localité est attesté sous les formes : Bursaltus (époque gallo-romaine)[réf. nécessaire] ; Bursoldum (1128) ; Borsout (1222) ; Borsost (vers 1222) ; Bourssout (vers 1252) ; Boursolt (1394) ; Boursault-sur-Marne (1442) ; Boursault-en-Brie (1461) ; Boursaut (1462).
Albert Deshayes signale une apparente similitude entre Boursault et la commune Bourseul dans les Côtes-d'Armor, dont les graphies médiévales sont à peu près identiques. Mais, là aussi, le toponyme laisse les spécialistes perplexes : Ernest Nègre y voit un éventuel nom germanique, tandis que Albert Dauzat et Charles Rostaing pensent au mot « bourse », avec le sens de renflement de terrain, suivi d'un suffixe obscur.[réf. nécessaire]
Le hameau de Villesaint est attesté dès le XIIIe siècle (Vilesaint en 1201) et Villemongeois dès le XVIe siècle (Vilmongay en 1598).
Plusieurs fermes sont également attestées depuis plusieurs siècles. C'est le cas de Boursois (Bursoium en 1102), Bellevue (Belle-Veue en 1596), l'Épine (Lépine en 1720), les Pâtis (Lespatie en 1720) ou encore la Cave et le Chêne qui figurent sur la carte de Cassini au XVIIIe siècle,.

## Histoire

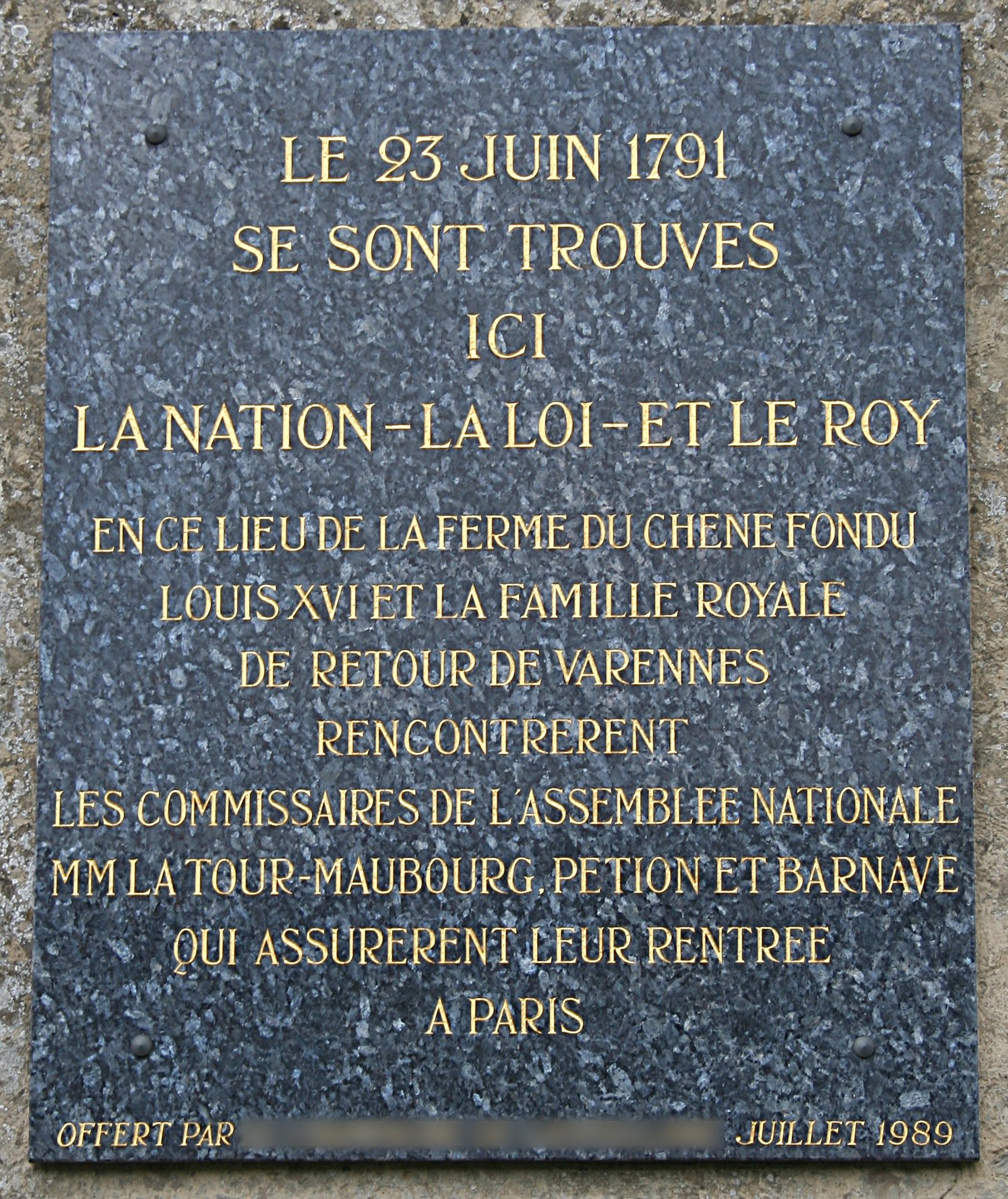
La plaque commémorative du 23 juin 1791.

Le village relevait de la coutume de Vitry, du présidial de Château-Thierry. Elle faisait partie de l'Omois, Pagus Otmentis, en 1172 Alain de Roucy en était le seigneur, puis en 1542, François d'Anglure en était le vicomte.
Le 23 juin 1791, les envoyés de l'Assemblée constituante, Antoine Barnave, Jérôme Pétion de Villeneuve et Charles César de Fay de La Tour-Maubourg, accompagnés du colonel Mathieu Dumas, rencontrent Louis XVI et sa famille, de retour de Varennes lors de la fuite du roi.
La commune est décorée de la Croix de guerre 1914-1918 le 30 mai 1921.

## Politique et administration

### Rattachements administratifs et électoraux

#### Rattachements administratifs
La commune se trouve dans l'arrondissement d'Épernay au sein du département de la Marne et de la région Grand Est.  
Elle faisait partie canton de Damery de 1793 à 1801 puis du canton de Dormans depuis 1801. Dans le cadre du redécoupage cantonal de 2014 en France, cette circonscription administrative territoriale a disparu, et le canton n'est plus qu'une circonscription électorale.

#### Rattachements électoraux
Pour les élections départementales, la commune fait partie depuis 2014 du canton de Dormans-Paysages de Champagne.
Pour l'élection des députés, elle fait partie de la troisième circonscription de la Marne.

### Intercommunalité
Boursault était membre de la communauté de communes des Deux Vallées, un établissement public de coopération intercommunale (EPCI) à fiscalité propre créé en 1995 et auquel la commune avait transféré un certain nombre de ses compétences, dans les conditions déterminées par le Code général des collectivités territoriales.
Dans le cadre des dispositions de la loi portant nouvelle organisation territoriale de la République du 7 août 2015, qui prévoit que les établissements publics de coopération intercommunale (EPCI) à fiscalité propre doivent avoir un minimum de 15 000 habitants, cette intercommunalité a fusionné avec ses voisines pour former, le 1er janvier 2017, la communauté de communes des Paysages de la Champagne, dont est désormais membre la commune,.
Boursault est par ailleurs membre d'un EPCI sans fiscalité propre, le SIVU scolaire de Mareuil-le-Port.

### Élections
Au second tour de l'élection présidentielle de 2007, Nicolas Sarkozy a obtenu 75,59 % des voix, tandis que Ségolène Royal en a obtenu 24,41 %.
Aux élections législatives de 2007, Philippe Martin (UMP) a obtenu 65,77 %, et Daniel Lemaire (PS) en a obtenu 14,41 %.
Au second tour des élections régionales de 2010, la liste de la majorité présidentielle de Jean-Luc Warsmann a obtenu 57,23 %, la liste de l'union de la Gauche de Jean-Paul Bachy 27,75 % et celle du Front national de Bruno Subtil 15,03 %.
Au second tour de l'élection présidentielle de 2012, Nicolas Sarkozy a obtenu 67,93 % des voix, tandis que François Hollande en a obtenu 32,07 %. Au premier tour, ont obtenu, Nicolas Sarkozy, 36,13 %, Marine Le Pen, 26,45 %, François Hollande, 18,39 %, François Bayrou, 10,32 %.
Au second tour de l'élection présidentielle de 2017, Marine Le Pen et Emmanuel Macron sont à égalité de voix. Au premier tour, ont obtenu, Marine Le Pen, 32,12 %, François Fillon, 29,09 %, Emmanuel Macron, 16,36 %, Jean-Luc Mélenchon, 8,48 %, Nicolas Dupont-Aignan, 7,27 %, Benoît Hamon, 3,64 %.

### Conseil municipal
Le conseil municipal est composé de 11 membres. Ces personnes, 5 femmes et 6 hommes, ont été élues au premier tour lors des élections municipales de 2020, le 15 mars 2020.
Aux élections municipales de 2014, le 23 mars 2014, 5 femmes et 6 hommes ont été élues au premier tour.
Auparavant il était composé de 15 membres. Ces personnes, 6 femmes et 9 hommes, ont été élues au premier tour lors des élections municipales de 2008, le 9 mars 2008.

### Liste des maires
| Période | Période  | Identité             | Étiquette | Qualité                                                             |
| ------- | -------- | -------------------- | --------- | ------------------------------------------------------------------- |
| 1944    | 1945     | Albert Dagonet       |           | Co-président (vignerons) du CIVC                                    |
| 1945    | 1977     | Marcel Bénard        |           |                                                                     |
| 1977    | 1983     | Maurice Marchal      |           |                                                                     |
| 1983    | 2001     | Yves Bénard          |           | Co-président (maisons de champagne) du CIVC                         |
| 2001    | En cours | Thérèse Lebrun-David |           | Présidente de la CC2V (2008 → 2014) Réélue pour le mandat 2020-2026 |

### Jumelages
- Essenheim (Allemagne), depuis 1978, en association avec deux autres villages de la vallée de la Marne : Châtillon-sur-Marne et Festigny (un quatrième village, Verneuil, s'est désengagé du jumelage)[53].

## Équipements et services publics

### Eau et déchets
L'approvisionnement en eau potable et l'assainissement des eaux usées sont des compétences de la communauté de communes des Paysages de la Champagne. La commune de Boursault est alimentée en eau potable par les captages de Boursault (La Murée) et d'Œuilly (Moulin d'en Bas),. La production et la distribution d'eau potable font l'objet d'une délégation de service public confiée à Suez jusqu'en 2029. L'assainissement y est non collectif. et assuré en régie par la communauté de communes.
La communauté de communes est également compétente en matière de déchets. La collecte des ordures ménagères résiduelles et des déchets recyclables est réalisée en porte à porte. La communauté de commune adhérant au syndicat de valorisation des ordures ménagères de la Marne (SYVALOM), ces déchets sont amenés au centre de transfert départemental de Pierry puis valorisés sur le site de La Veuve. La collecte du verre et des textiles se fait en apport volontaire. La communauté de communes met par ailleurs six déchèteries à disposition de ses habitants, accessibles après création d'une carte d'accès : à Châtillon-sur-Marne, Damery-Venteuil, Fèrebrianges, Mareuil-le-Port, Montmort-Lucy et Trélou-sur-Marne.

### Enseignement
Boursault fait partie de l'académie de Reims.
La commune est rattachée au groupe scolaire de Damery, composé d'une école maternelle de 53 élèves située rue de Tarbes et d'une école élémentaire de 103 élèves située place des Écoles (chiffres 2024-2025).
Les enfants de Boursault sont ensuite rattachés au collège Côte Legris d'Épernay et au lycée Stéphane-Hessel d'Épernay.

### Postes et télécommunications
Quatre boîtes aux lettres de La Poste se trouvent sur le territoire de la commune : rue des Écoles, rue Maurice Gilbert, rue Alfred de Vigny et rue Saint-Roch. Le bureau de poste le plus proche est situé à Damery, à environ 3 km de Boursault.

### Justice, sécurité et secours
Du point de vue judiciaire, Boursault relève du conseil de prud'hommes d'Épernay, du tribunal de commerce de Reims, du tribunal judiciaire, du tribunal paritaire des baux ruraux et du tribunal pour enfants de Châlons-en-Champagne, dans le ressort de la cour d'appel de Reims. Pour le contentieux administratif, la commune dépend du tribunal administratif de Châlons-en-Champagne et de la cour administrative d'appel de Nancy.
Boursault est située en secteur Gendarmerie nationale et dépend de la brigade d'Épernay.
En matière d'incendie et de secours, la caserne la plus proche est celle d'Épernay, rattachée au Service départemental d'incendie et de secours (SDIS) de la Marne. La commune est rattachée au centre de première intervention de Saint-Martin-d'Ablois-Boursault, qui compte 17 sapeurs-pompiers volontaires intercommunaux suppléant les pompiers professionnels du SDIS.

## Population et société

### Démographie
L'évolution du nombre d'habitants est connue à travers les recensements de la population effectués dans la commune depuis 1793. Pour les communes de moins de 10 000 habitants, une enquête de recensement portant sur toute la population est réalisée tous les cinq ans, les populations de référence des années intermédiaires étant quant à elles estimées par interpolation ou extrapolation. Pour la commune, le premier recensement exhaustif entrant dans le cadre du nouveau dispositif a été réalisé en 2007.

En 2022, la commune comptait 407 habitants, en évolution de −9,56 % par rapport à 2016 (Marne : −1,19 %, France hors Mayotte : +2,11 %).
| 1793 | 1800 | 1806 | 1821 | 1831 | 1836 | 1841 | 1846 | 1851 |
| ---- | ---- | ---- | ---- | ---- | ---- | ---- | ---- | ---- |
| 470  | 503  | 571  | 550  | 600  | 603  | 646  | 662  | 641  |

| 1856 | 1861 | 1866 | 1872 | 1876 | 1881 | 1886 | 1891 | 1896 |
| ---- | ---- | ---- | ---- | ---- | ---- | ---- | ---- | ---- |
| 578  | 652  | 683  | 628  | 706  | 672  | 691  | 687  | 620  |

| 1901 | 1906 | 1911 | 1921 | 1926 | 1931 | 1936 | 1946 | 1954 |
| ---- | ---- | ---- | ---- | ---- | ---- | ---- | ---- | ---- |
| 610  | 634  | 565  | 602  | 549  | 540  | 461  | 478  | 466  |

| 1962 | 1968 | 1975 | 1982 | 1990 | 1999 | 2006 | 2007 | 2012 |
| ---- | ---- | ---- | ---- | ---- | ---- | ---- | ---- | ---- |
| 474  | 459  | 466  | 488  | 462  | 500  | 469  | 465  | 460  |

| 2017 | 2022 | - | - | - | - | - | - | - |
| ---- | ---- | - | - | - | - | - | - | - |
| 451  | 407  | - | - | - | - | - | - | - |

### Sports, loisirs et vie associative
En 2025, la commune compte deux associations de sports et loisirs : l'association d'attelage de Champagne-Ardenne et la société de chasse communale de Boursault.
Boursault dispose par ailleurs d'une salle polyvalente communale.

### Cultes

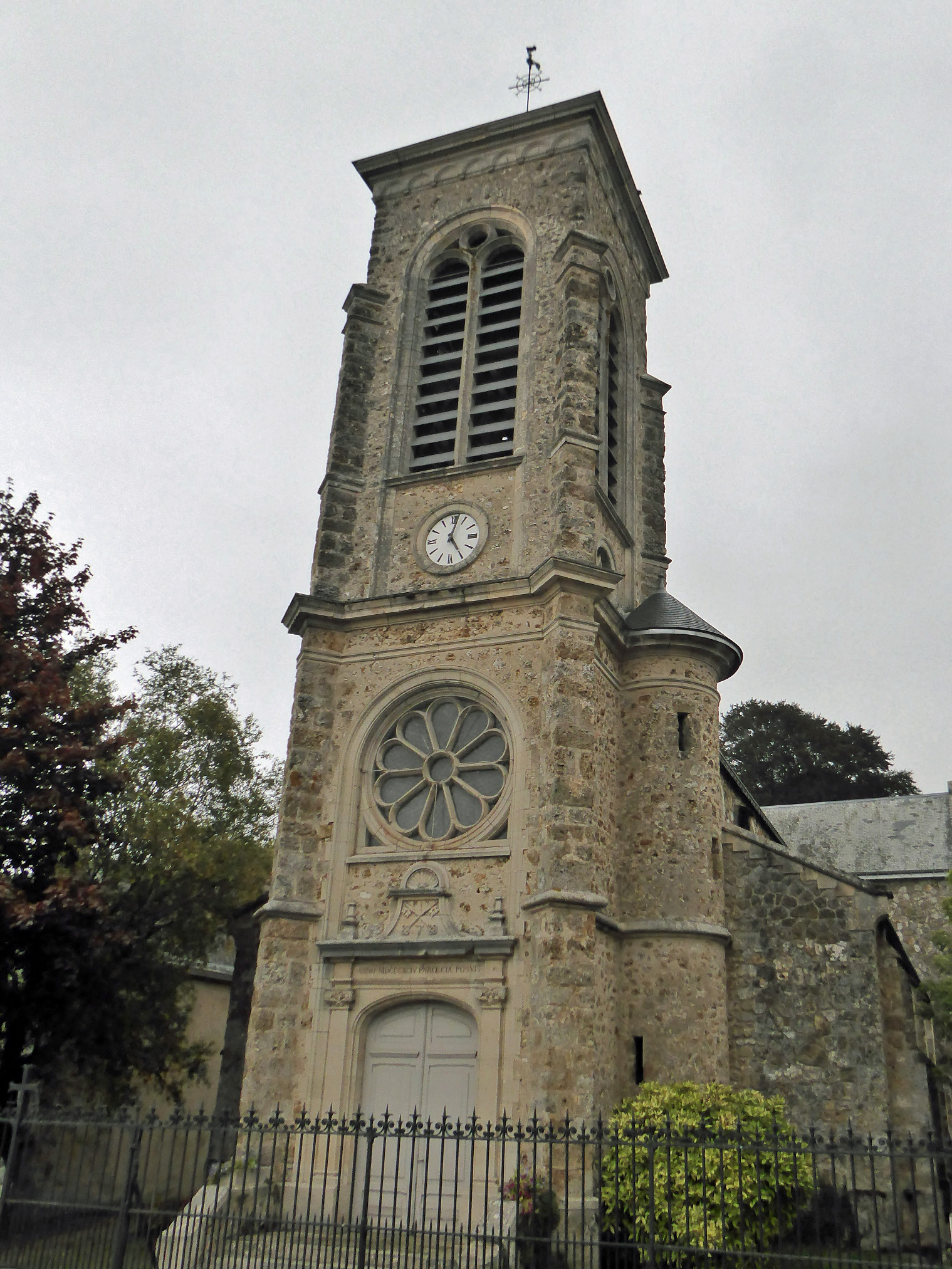
L'église Saint-Pierre-et-Saint-Paul de Boursault.

Pour le culte catholique, Boursault dépend de la paroisse Saint-Sébastien - Rives de Marne, au sein du diocèse de Châlons-en-Champagne.

### Médias
La presse écrite régionale comprend le quotidien L'Union et l'hebdomadaire L'Hebdo du vendredi.
Parmi les stations de radio locales, il est possible de citer Ici Champagne-Ardenne et Champagne FM.

## Économie

### Revenus de la population et fiscalité
En 2021, la commune compte 187 ménages fiscaux, regroupant 424 personnes.
Le revenu disponible par unité de consommation est alors de 25 780 €, supérieur à celui de la communauté de communes des Paysages de la Champagne (24 050 €), du département de la Marne (22 830 €) et de la France métropolitaine (23 080 €).
Pour des raisons de secret statistique, le taux de pauvreté à Boursault n'est pas communiqué par l'Insee.

### Emploi
Boursault appartient à la zone d'emploi d'Épernay.
En 2021, le taux d'activité des 15-64 ans est de 79,9 %, équivalent à celui de la communauté de communes (79,7 %) et supérieur à celui du département (74 %) et de la France métropolitaine (74,9 %). Pour cette même catégorie de population, le taux de chômage est de seulement 2,6 % contre 8 % pour la communauté de communes, 12,1 % pour la Marne et 11,7 % pour la France métropolitaine.
En 2021, Boursault compte 94 emplois, dont 48,9 % de salariés et 51,1 % de non-salariés. Avec 202 actifs y résidant, la commune a alors un indicateur de concentration d'emploi de 46,3. Dans les faits, 27 % des actifs résidant à Boursault y travaillent tandis que 73 % travaillent dans une autre commune.

### Entreprises et commerces
En 2022, la commune compte 21 établissements économiquement actifs (hors agriculture).
Bien que l'essentiel des services et commerces se trouvent à Damery et Épernay, Boursault compte en 2025 quelques commerces dont un atelier de réparation automobile, un cuisiniste et un bar-restaurant.

### Agriculture et viticulture
En 2020, Boursault compte 94 exploitations agricoles, pour une surface agricole utilisée de 170 hectares et 107 emplois à temps plein. Selon l'Agreste, la production agricole de la commune est spécialisée dans la viticulture. Boursault fait en effet partie des appellations d'origine contrôlée « champagne » et « coteaux-champenois ». 
145 déclarants cultivent un vignoble couvrant une superficie de 253 ha, réparti en 170 ha de pinot meunier, 53 ha de pinot noir et 53 ha de chardonnay. Ce vignoble est assez âgé (52 % des vignes ont plus de 30 ans) et morcelé (2 869 parcelles),.

## Culture locale et patrimoine

### Château de Boursault

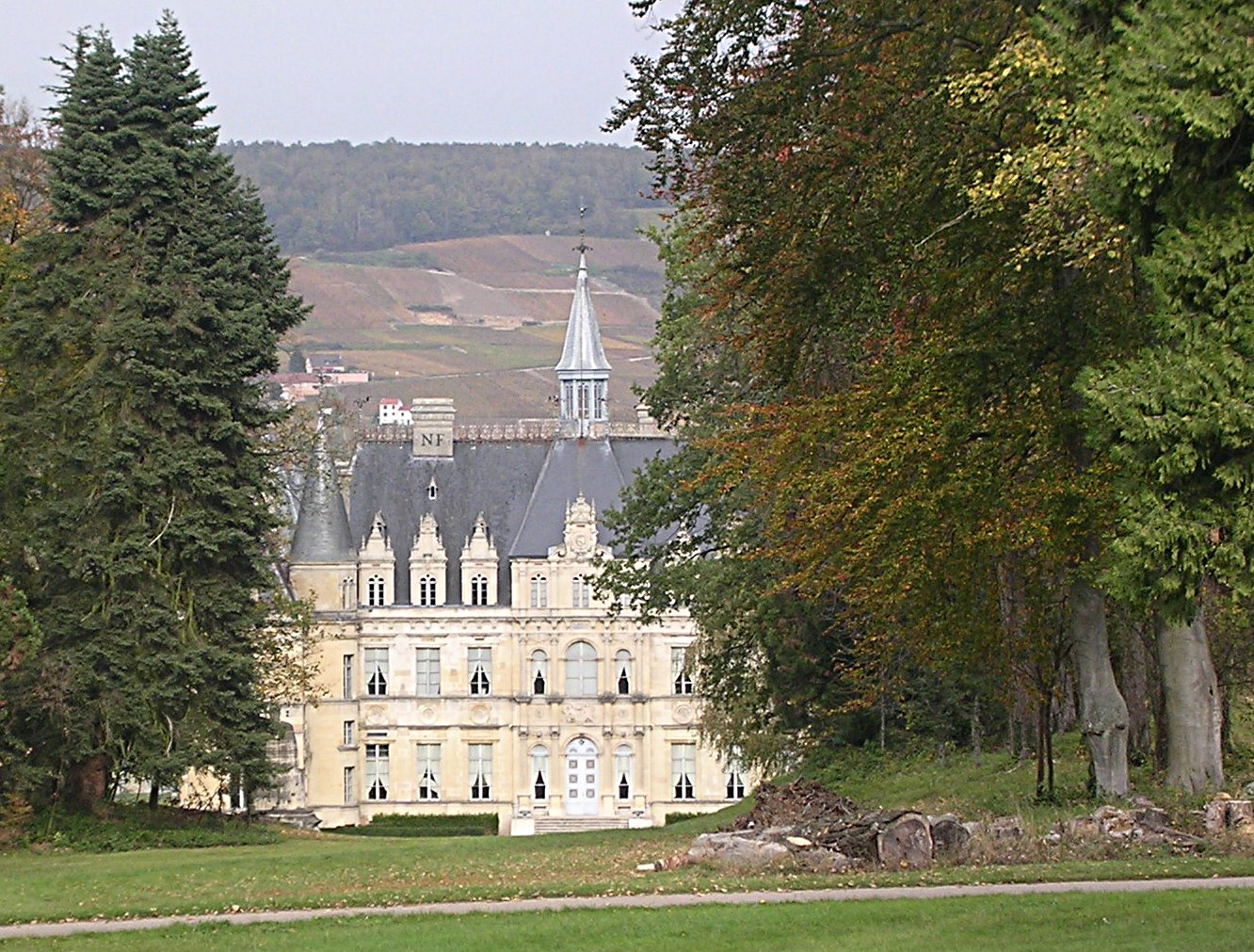
Le château de Boursault.

Sur l'emplacement d'un château féodal fut construit entre 1843 et 1848 un nouveau château à l'initiative de madame Barbe Nicole Ponsardin dite Veuve Clicquot par l'architecte Jean-Jacques Arveuf-Fransquin (1802-1876), entre 1843 et 1848. De style néo-Renaissance, il serait inspiré du château de Chambord. Alors que ce dernier possède 365 cheminées, le château de Boursault a 365 ouvertures (portes et fenêtres). Le château possède des tours en poivrières, des clochetons, des belvédères et de hautes cheminées.

Y vécut Madame Clicquot, le comte Louis de Chevigné, l'auteur des Contes Rémois, et son épouse Clémentine née Clicquot.

Son arrière-petite-fille, Anne de Rochechouart-Mortemart, duchesse d'Uzès (1847-1933), hérita de ce château en 1866 (décès de la Veuve Clicquot).

Ce château était le cadeau de mariage de la veuve Clicquot à sa petite-fille Marie Clémentine Leriche de Chevigné, fille de sa fille Clémentine et mère de la duchesse d'Uzès.
Il a été copié, au détail près (hormis les cheminées), par Adalbert Deganne, le fondateur d'Arcachon. Amoureux fou de Marie Clémentine dont il était contemporain et voisin, éconduit par elle ou ses parents en janvier 1839, il a acheté les plans au sieur Arveuf et s'en est fait construire, fortune faite, la réplique exacte. C'est aujourd'hui le casino d'Arcachon.

### Autres lieux et monuments

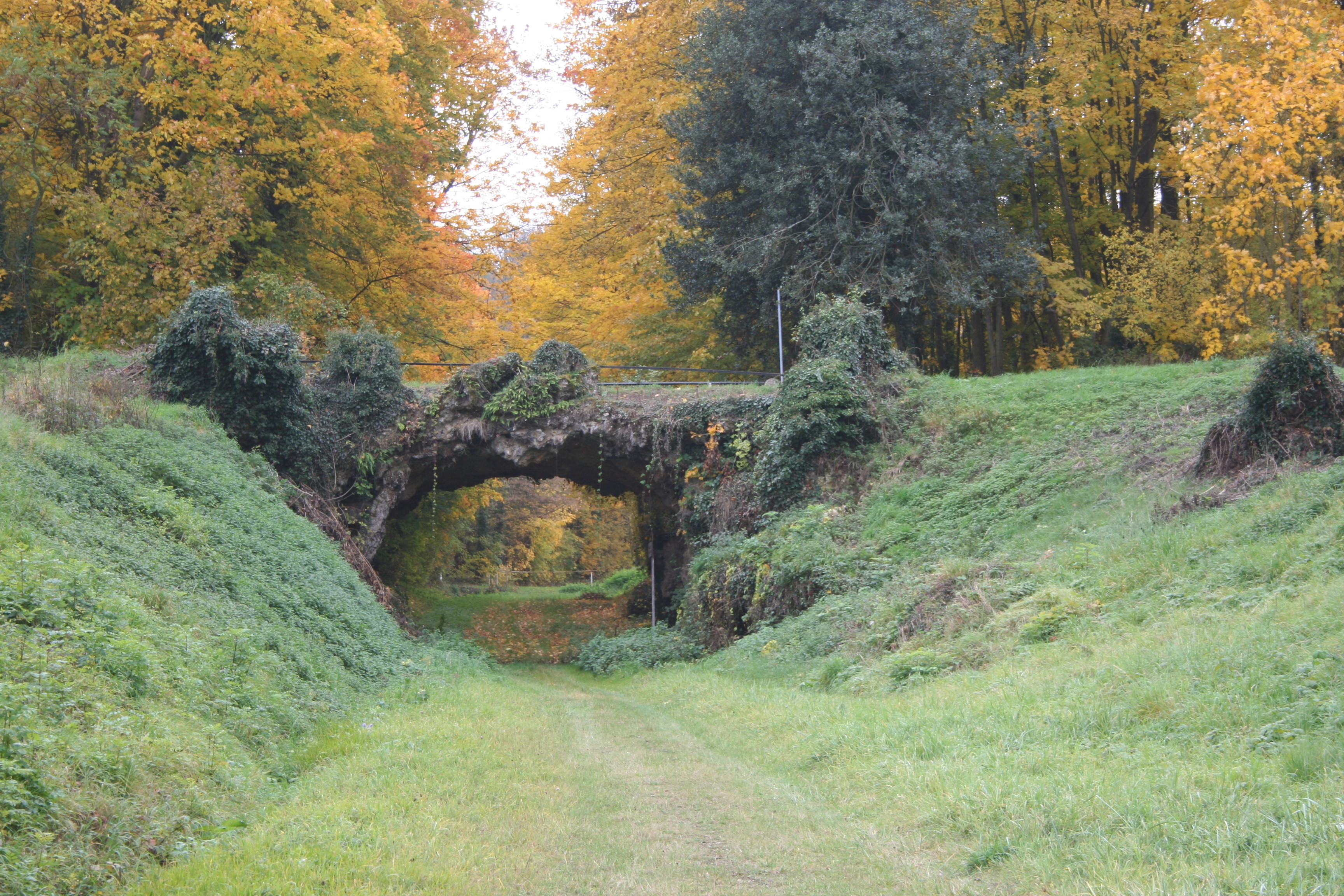
Le pont de Roches.

Parmi les principaux monuments de Boursault figurent :
- l'église Saint-Pierre-et-Saint-Paul, qui abrite un bâton de procession et sa statue de saint Vincent en bois taillé du XIXe siècle, inscrit en tant qu'objet au titre des monuments historiques[82] :
- la mairie ;
- la guitoune ;
- le mausolée du cimetière, représentant l'un des clochers de la cathédrale Sainte-Etchmiadzin, près d'Erevan en Arménie. Ce mausolée a été commandé par Nourhan Fringhian, industriel arménien et propriétaire du château de la veuve Clicquot, à Bernard André, tailleur de pierre sculpteur en 1973.[réf. nécessaire]
- le pont de Roches, construit dans la seconde moitié du XIXe siècle en pierres assemblées, reliant Boursault à Vauciennes et fermé à la circulation[réf. nécessaire] ;
- la tour du poète et les jardins à la française de la rue Maurice Gilbert.
- le monument aux morts.

Outre ces monuments, le plan local d'urbanisme identifie et protège un certain nombre de sites pour leur valeur architecturale : des maisons (la maison des bonnes gens, le chalet ou le petit château) ; des murs d'enceinte, des porches et des douves ; des cabanes de vignes ; des lavoirs ; l'abreuvoir et les puits de la rue de la Duchesse d'Uzès ; la fontaine de la rue du Château neuf ; des calvaires.
Certains éléments du patrimoine naturel sont également concernés par ces protections : les cèdres au lieu-dit le Clos des Mariés, la cressonnière et le noyer de la rue Pasteur, le marronnier de l'église et le peuplier du chemin communal des Ventes.

### Héraldique
Les armoiries (de gueules aux quatre fusées pommetées d'argent accolées en fasce) que l'on trouve à l'entrée du château correspondent aux armes du comte Louis de Chevigné, propriétaire du château au XIXe siècle.
La devise « QUOD DECET » voudrait dire « ce qui convient » ou « ce qui est décidé sera ».

Blason de Boursault.
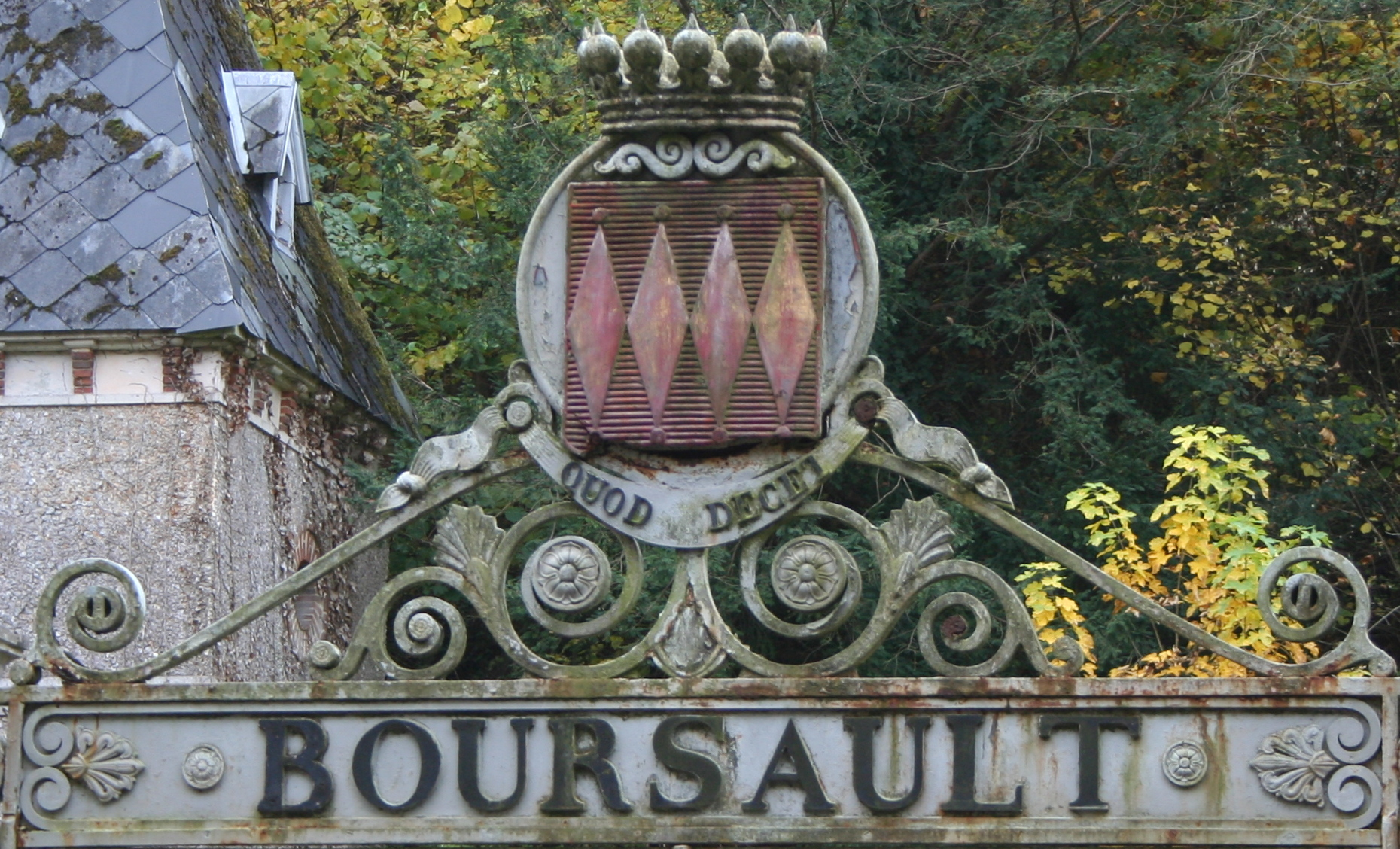
Armoiries à l'entrée nord du château.

### Personnalités liées à la commune

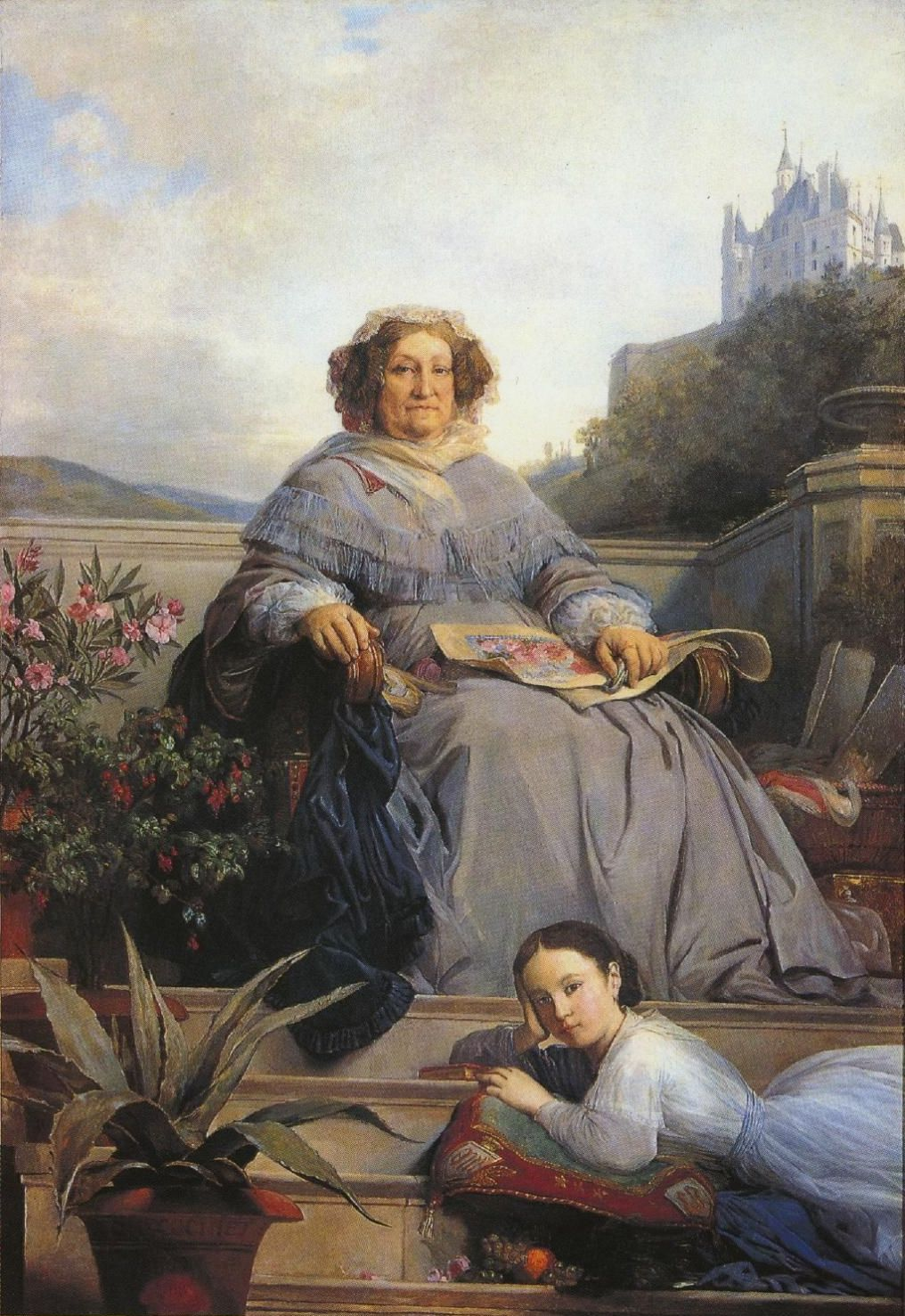
Madame Veuve Clicquot avec au fond le château de Boursault.
À ses pieds, son arrière-petite-fille, la future duchesse d'Uzès.

- Barbe-Nicole Ponsardin, veuve Clicquot est morte le 29 juillet 1866 en son château, qu'elle avait fait bâtir à partir de 1843. Elle était née le 16 décembre 1777 à Reims. Surnommée « La Grande Dame de la Champagne », elle était propriétaire de la célèbre maison de Champagne « Veuve Clicquot-Ponsardin ».